# Ronald de Carvalho
Ronald de Carvalho (n. 16 mai 1893 - d. 15 februarie 1935) a fost un poet, critic literar, om politic brazilian.
Lirica sa este marcată de un estetism clasicizant, în manieră parnasiană.
În perioada 1934 - 1935, a fost secretar al președinției republicii.
O stradă din Rio de Janeiro îi poartă numele.

## Opera
- 1913: Lumină glorioasă ("Luz gloriosa");
- 1919: Scurtă istorie a literaturii braziliene ("Pequena história da literatura brasileira");
- 1919: Poeme și sonete ("Poemas e sonetos");
- 1922: Epigrame ironice și sentimentale ("Epigramas irônicos e sentimentais");
- 1924 - 1931: Studii braziliene ("Estudos brasilieiros");
- 1926: Jocuri copilărești ("Jogos pueris").